# Тонус-клуб
Тонус-Клуб — европейская сеть женских клубов.
Одна из первых в России сеть женских клубов, развивающих направление велнес и женский фитнес.
Является действительным членом Российской Ассоциации Франчайзинга (РАФ), Итальянской Ассоциации Франчайзинга, Международной фитнес-ассоциации IHRSA и Белорусской Ассоциации Франчайзинга.
Главный офис компании находится в Санкт-Петербурге.

## История
Компания была основана 24 сентября 2002 года Ириной Чирва и Еленой Коростылевой в Санкт-Петербурге, Россия.
Идея открытия полностью женского клуба пришла к учредителям после поездки в Европу, где они впервые увидели зал с тонусными столами.
Тренировка на тонусных столах предполагает, что мышцы работают без излишнего напряжения со стороны занимающегося. Так возникла идея создания клуба с такими тренажерами и в России. Именно по причине достаточно приемлемой нагрузки на организм сеть долгое время называли «фитнесом для ленивых».
Первый клуб сети открылся в Петербурге в феврале 2003 года. Он включал в себя небольшой зал с тонусными столами и инфракрасной кабиной. Тонусные столы в то время не были так распространены, а инфракрасное прогревание было доступно только в редких спортивных клубах. По этой причине клуб быстро стал популярным, посетители стали рассказывать о нем своим друзьям и знакомым. Очень скоро запись на занятия велась уже на две недели вперед, в клуб начали приезжать заниматься жители ближайшего пригорода.
Через полгода открылся второй Тонус-клуб, который повторил успех первого и также быстро стал популярным местом для отдыха и спорта.
После открытия первых клубов компания начала заниматься поставками спортивно-оздоровительного оборудования на рынок России. Параллельно разрабатывалось предложение для развития сети по системе франчайзинга: покупатели оборудования все чаще стали обращаться в компанию за бизнес-консультацией, поскольку сами по себе тренажеры без авторской системы организации клуба не обеспечивали высокую посещаемость и популярность предприятия.
С 2005 года Тонус-клуб — зарегистрированная торговая марка, которая начинает развиваться по системе франчайзинга.
В 2007 году открылся первый региональный клуб — в городе Сургуте. С этого момента сеть развивается довольно быстро, каждый год открывая все большее количество клубов.
В сентябре 2012 года открылся первый Тонус-клуб в Евросоюзе на острове Кипр, Лимасол.
С 2014 года официальным лицом сети стала Елена Бережная, Олимпийская чемпионка по фигурному катанию.
На 2015 год — более 200 клубов, открытых по франшизе в России, на Кипре, в Казахстане и Узбекистане.
В 2016 году франшиза Тонус-Клуб в третий раз вошла в рейтинг ТОП-100 франшиз БИБОСС, Рейтинг РБК: ТОП-30 Самых популярных франшиз, в четвертый раз стала лидером независимого рейтинга GoldenBrand и получила звание Всероссийской франчайзинговой премии БИБОСС в номинации «Самая популярная франшиза».

## Продукт
Особенностью занятий в клубах сети является система Smart («умная») тренировок — это тренировка, которая подстраивается под цели занимающегося. Это занятие, которое создает специальная компьютерная программа, с учетом противопоказаний в виде последовательности упражнений на разных тренажерах, подбора дополнительного питания, чтобы скорректировать калорийность рациона. Средняя smart-тренировка длится 1.5-2 часа, за которые, в зависимости от поставленной цели, происходит  разминка, активная тренировка, и заминка.
Автоматизированный процесс составления такой тренировки учитывает рост, возраст, вес, уровень подготовки, особенности фигуры, соотношение жировой ткани, мышечной ткани, костной ткани, особенности их формирования, склонности, предрасположенности, возможные противопоказания, время тренировкам, и другие факторы, влияющие на потерю веса и оздоровление организма.
Тонусные столы — комплекс тренажеров, которые являются основой тренировок в сети.
Каждый тренажер состоит из неподвижной части, которая служит опорой телу, и подвижной части или частей, приводимых в движение мотором, а также регулятора частоты, позволяющего задать нужный режим тренировки. Принцип действия основан на повторяющихся движениях динамической части тренажера, в то время как статичная часть фиксирует положение спины.
История тонусных столов, или аппаратов для пассивных тренировок, как они назывались ранее, начинается в 1930-х годах прошлого века. Они были изобретены и запатентованы известным американским профессором медицины Бернардом Стаффером и предназначались для реабилитации пациентов, страдающих заболеваниями опорно — двигательного аппарата, а так же тех, кто в силу различных причин не мог заниматься активными физическими упражнениями. Однако на практике оказалось, что изобретенные столы также эффективны и для борьбы с лишним весом и формирования привлекательной фигуры. Господин Стаффер вместе со своей сестрой открыл первый салон тонусных столов в Лос-Анджелесе. Скоро тонусные столы стали самыми популярными тренажерами в Голливуде. В настоящее время тонусные столы широко распространены как в Америке, так и по всей Европе, и являются модным направлением фитнеса.

## Учредители
Учредители сети — Ирина Чирва и Елена Коростылева, петербургские предприниматели.
В 2000 году закончили СЗАГС по специальности «Государственное и муниципальное управление».

## Награды
- Номинация на Национальную премию в области франчайзинга «Золотой бренд франчайзинга», 2008 год
- «БРЕНД ГОДА» индустрии красоты и здоровья по версии Международной премии «Грация», 2009 год
- Лауреат конкурса «Первоклассный сервис — Северной Столице» по качеству в номинации «Компания, внедрившая технологии Клиентского сервиса в повседневную практику бизнеса», 2010 год
- Лучшая франчайзинговая сеть года в сфере красоты и здоровья премии Russian Beauty Award, 2013год
- Место в первой тройке Рейтинга франшиз «GOLDEN BRAND», 2014 год
- Лауреат рейтинга «ТОП-100 франшиз 2015», Независимый рейтинг «БИБОСС», 2015 год
- Лучший малый и средний бизнес: розничные услуги, VI Всероссийская премия «Права потребителей и качество обслуживания», 2015 год
- Член IHRSA, Международной ассоциации Фитнеса и Спорта,2015 год
- Лауреат рейтинга «ТОП-100 франшиз 2016», Независимый рейтинг «БИБОСС», 2016 год
- Лауреат рейтинга «ТОП-30 Самых популярных франшиз», Независимый рейтинг РБК, 2016 год
- Место в первой четверке Рейтинга франшиз «GOLDEN BRAND», 2016 год
- «Самая популярная франшиза» во Всероссийской франчайзинговой премии БИБОСС, 2016 год

## Социальная активность
В феврале 2015 года компания начала поддержку проекта по реабилитации детей с диагнозом ДЦП — «Иппотерапия против ДЦП», участникам которого компания предоставляет иппотренажер. Проект реализуется благодаря поддержке благотворительных фондов и частных благотворителей. Иппотренажер помогает увеличить объем пассивных движений ребенка, улучшить осанку и обрести новые активные двигательные навыки. Конный тренажер воспроизводит движения настоящего животного, позволяя выполнять физические упражнения в виде верховой езды.